# 小さな無法者
「小さな無法者」（ちいさなむほうもの、原題：The Littlest Outlaw）は1955年のアメリカ映画。

## 上映データ
| 公開日 上映時間 | 1955年 | 12月22日     | アメリカ合衆国   | 75分 |
| 公開日 上映時間 | 1956年 | 6月14日      | フランスヴィシー | 75分 |
| 公開日 上映時間 | 1956年 | 7月13日      | フランスパリ     | 75分 |
| 公開日 上映時間 | 1956年 | 10月15日     | デンマーク       | 75分 |
| 公開日 上映時間 | 1956年 | 11月9日      | フィンランド     | 75分 |
| 公開日 上映時間 | 1956年 | 12月7日      | アイルランド     | 75分 |
| 公開日 上映時間 | 1957年 | 3月9日       | ポルトガル       | 75分 |
| 公開日 上映時間 | 1957年 | 5月20日      | スウェーデン     | 75分 |
| 公開日 上映時間 | 1957年 | 8月1日       | イタリア         | 75分 |
| 公開日 上映時間 | 1957年 | 11月23日     | 日本             | 75分 |
| 公開日 上映時間 | 1957年 | 12月6日      | オーストリア     | 75分 |
| 公開日 上映時間 | 1957年 | 12月13日     | 西ドイツ         | 75分 |
| 公開日 上映時間 | 1957年 | 12月20日     | スペイン         | 75分 |
| サイズ          | カラー | スタンダード |                  |      |

## キャスト
- ペドロ・アルメンダリス
- アンドレ・ベラスケス
- ジョセフ・カレイア
- ロドルフォ・アコスタ
- ペペ・オーティス

## スタッフ
| 製作                 | ウォルト・ディズニー、ロイ・O・ディズニー          |
| 原作 プロデューサー  | ラリー・ランズバーグ                               |
| 脚本                 | ビル・ウォルシュ                                   |
| 音楽                 | ウィリアム・ラヴァ                                 |
| オーケストレーション | チャールズ・マックスウェル                         |
| 撮影                 | J・カルロス カーバジャル、アレックス・フィリップス |
| 録音                 | マニュエル・トッピート                             |
| 編集                 | カルロス・サベージ                                 |
| 制作                 | ウォルト・ディズニー・プロダクション               |
| 監督                 | ロベルト・ガヴァルドン                             |
| 配給                 | ブエナ・ビスタ・ディストリビューション             |